# Phalloptychus eigenmanni
Phalloptychus eigenmanni és una espècie de peix de la família dels pecílids i de l'ordre dels ciprinodontiformes.

## Morfologia
Els mascles poden assolir els 2,5 cm de longitud total i les femelles els 3,5.

## Distribució geogràfica
Es troba a Sud-amèrica: Brasil.